# Giraliaster
Giraliaster is een geslacht van uitgestorven zee-egels uit de familie Pseudholasteridae.

## Soorten
- Giraliaster jubileensis Foster & Philip, 1978 † Paleoceen, Carnarvon Basin, West-Australië.
- Giraliaster tertiarius (Gregory, 1890) † Laat-Eoceen, het zuiden van Australië.
- Giraliaster sulcatus (Hutton, 1873) † Laat-Eoceen, het zuiden van Australië.
- Giraliaster bellissae Foster & Philip, 1978 † Laat-Oligoceen, Nieuw-Zeeland.
- Giraliaster lorioli (Lambert, 1910) † Maastrichtien, Snow Hill Island, Antarctica.